# Umwa
Umwa (Uma en gilbertin) est un village des Kiribati. Il est situé sur l'île de Banaba, la seule île haute du pays (les autres îles sont des atolls), dont il constitue la principale localité.
Ce village est essentiellement connu pour avoir accueilli des travailleurs exploitant les mines de phosphate de l'île jusque dans les années 1970. À cette époque, Banaba était très attractive. En 1979, l'exploitation du phosphate cessa. Umwa subit alors une forte diminution de sa population (la très grande majorité de la population du village travaillait dans les mines de phosphate). Le village agonisait presque. On constate une légère reprise démographique dans le village depuis quelques années. Aujourd'hui, Umwa et l'île de Banaba tentent de retrouver un regain d'attractivité. En 2010, Umwa comptait 155 habitants.
Umwa possède une église, une école, un port (qui à l'époque servait essentiellement à l'exportation du phosphate) et quelques petits commerces.